# Triple Play 2000
Triple Play 2000 est un jeu vidéo de baseball sorti en 1999 sur Nintendo 64, PlayStation et Windows. Le jeu a été développé par Treyarch et édité par Electronic Arts.

## Accueil
- Nintendo Power : 7,8/10 (N64)[1]